# Sestrica
Sestrica ist ein nordspanischer Ort und eine Gemeinde (municipio) mit 340 Einwohnern (Stand: 2024) im Westen der Provinz Saragossa in der Autonomen Region Aragonien. Der Ort gehört zur bevölkerungsarmen Serranía Celtibérica. Zur Gemeinde gehört auch die kleine Ortschaft Viver de la Sierra. 

## Lage und Klima
Sestrica liegt etwa 80 km (Fahrtstrecke) westsüdwestlich der Provinzhauptstadt Saragossa in einer Höhe von ca. 570 m. Das Klima ist gemäßigt bis warm; Regen (ca. 408 mm/Jahr) fällt mit Ausnahme der eher trockenen Sommermonate übers Jahr verteilt.

## Bevölkerungsentwicklung
| Jahr      | 1970 | 1981 | 1991 | 2001 | 2011 | 2021 |
| Einwohner | 650  | 576  | 559  | 470  | 401  | 338  |

## Sehenswürdigkeiten
- Michaeliskirche in Sestrica
- Michaeliskirche in Viver de la Sierra
- Kapelle der Jungfrau von Prado in Viver de la Sierra
- Torre de los Urrea, Turmrest der ehemaligen Burg
- Rathaus

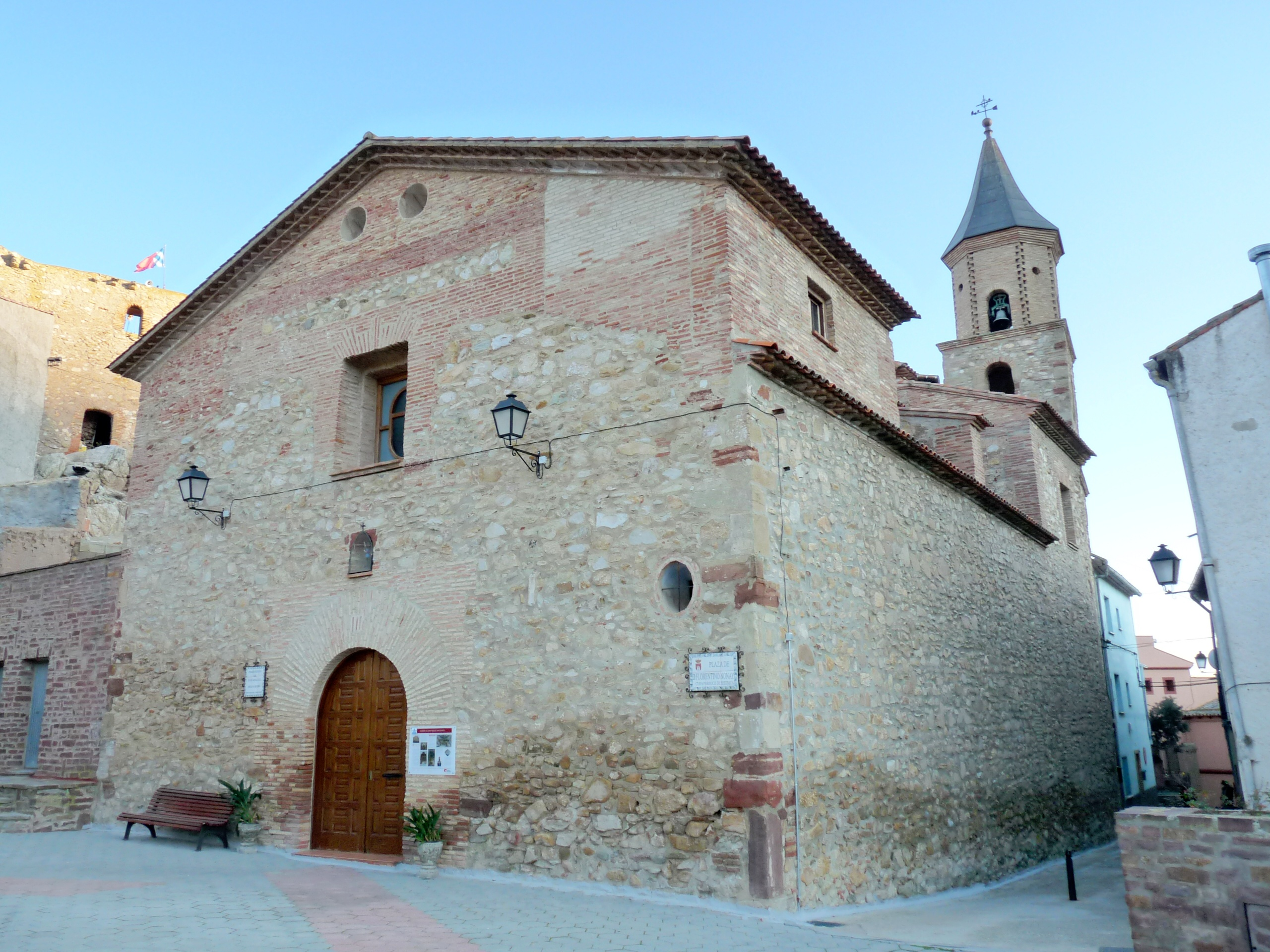
Michaeliskirche in Sestrica
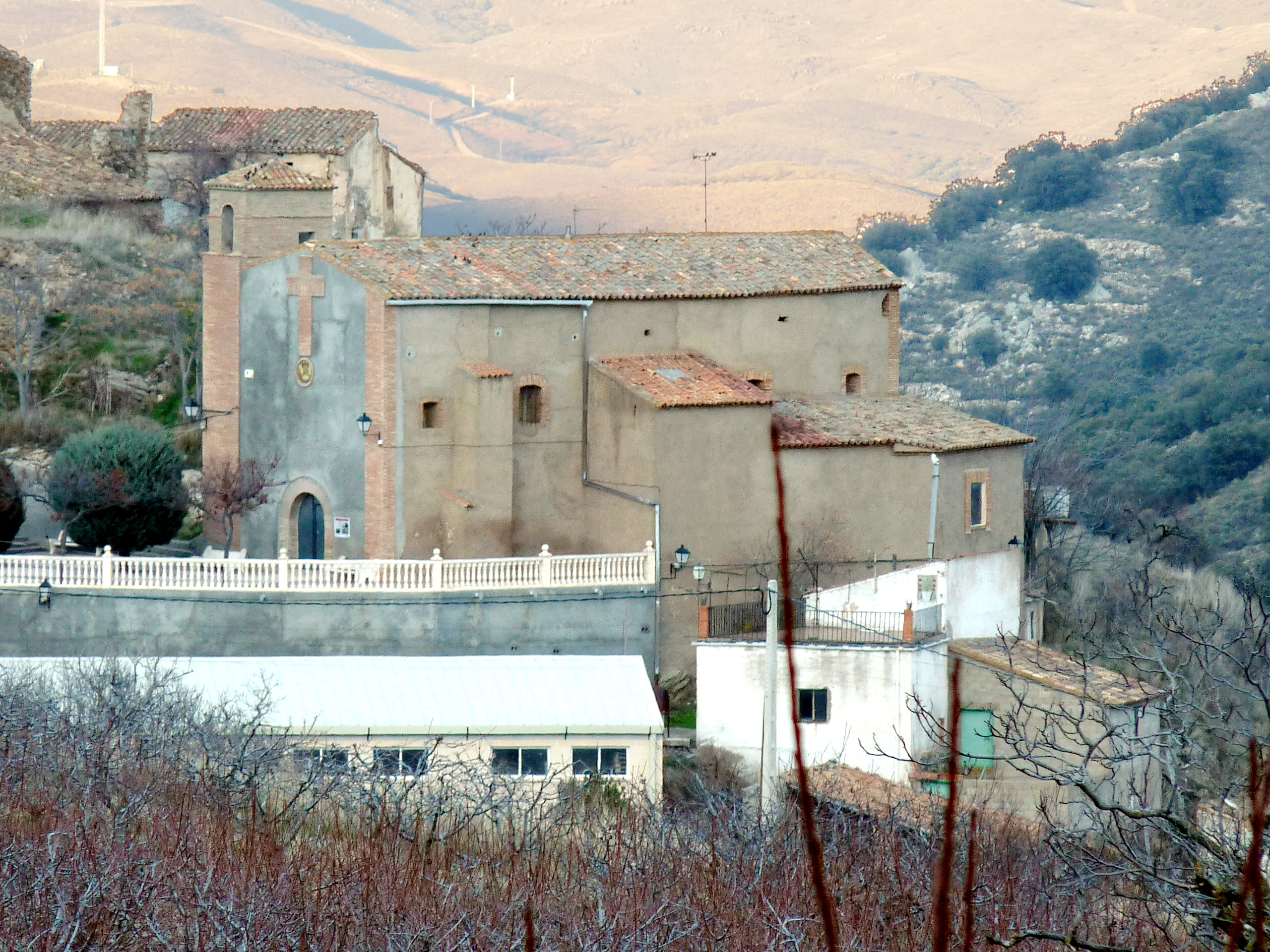
Michaeliskirche in Viver de la Sierra
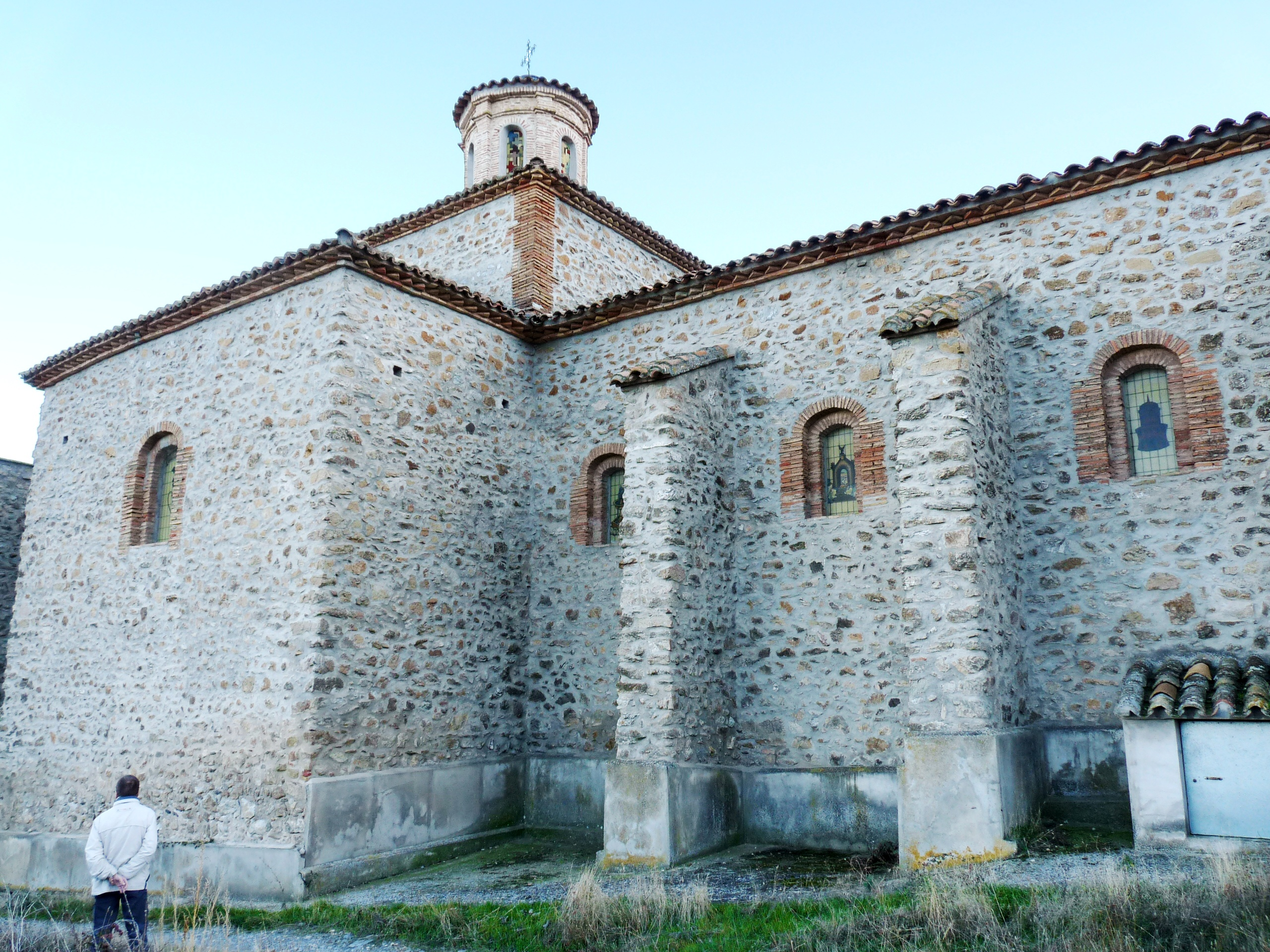
Kapelle der Jungfrau von Prado in Viver de la Sierra
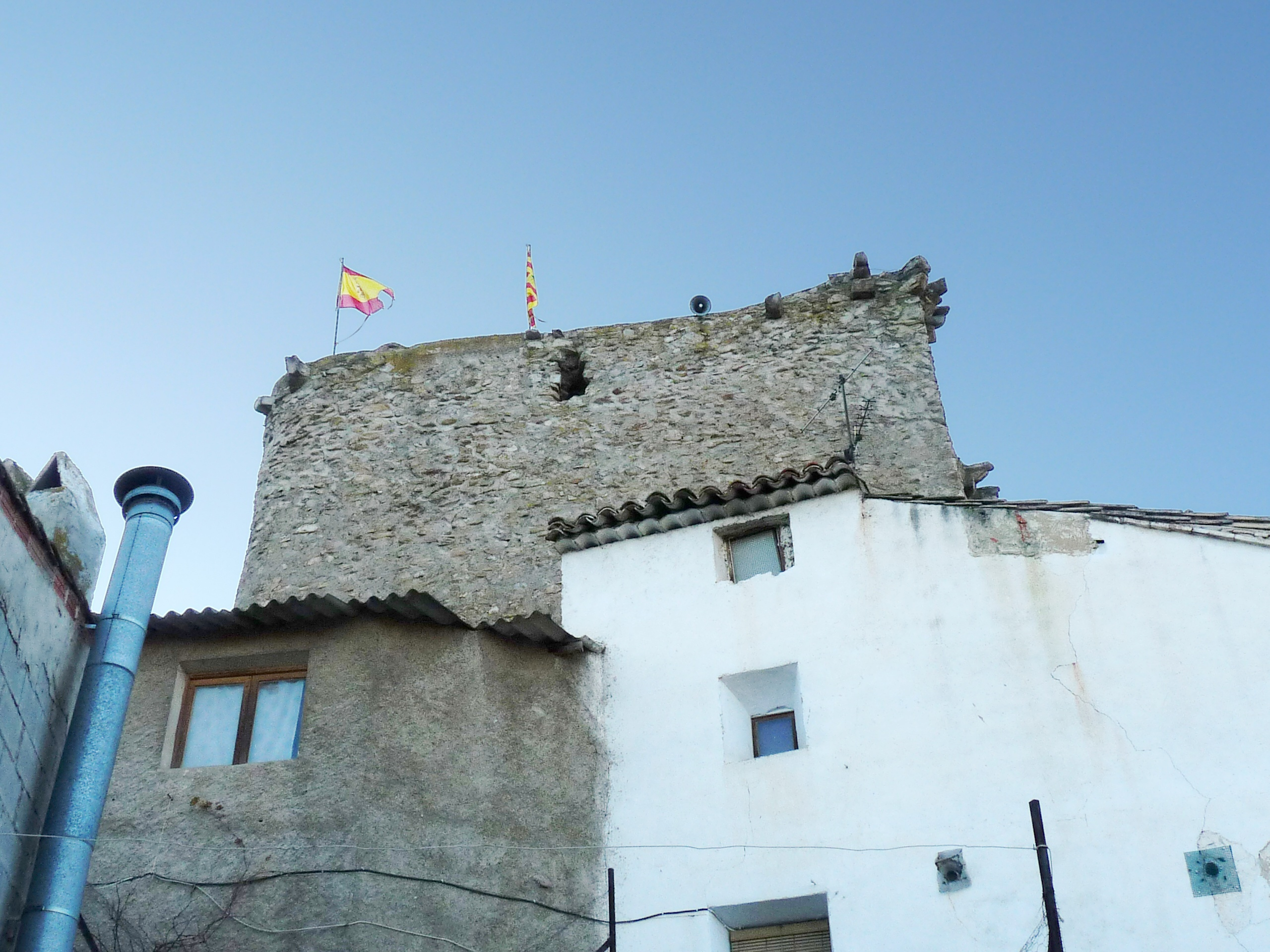
Torre de los Urrea
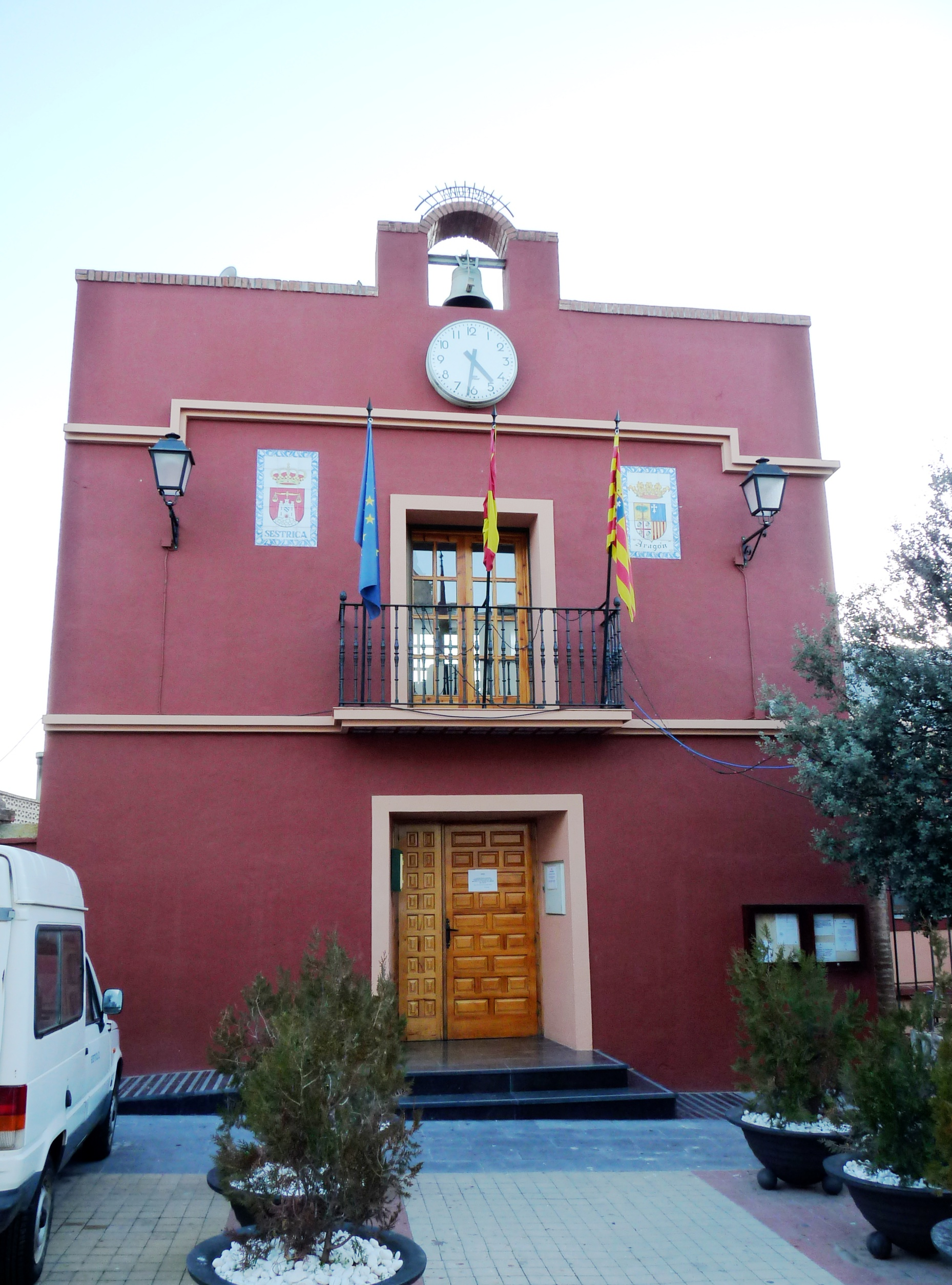
Rathaus